# Jean-François Hory
Jean-François Hory (* 15. Mai 1949 in Neufchâteau, Département Vosges; † 28. Dezember 2017 in Beaune) war ein französischer Politiker. Er war von 1989 bis 1999 Mitglied des Europäischen Parlaments und von 1992 bis 1995 Vorsitzender des linksliberalen Mouvement des radicaux de gauche (MRG).

## Leben und politische Karriere
Hory studierte an der Universität Straßburg öffentliches Recht (Abschluss mit Maîtrise) und Politikwissenschaft (DESS). 1976 ging er im Auftrag des französischen Innenministeriums in das damalige Überseeterritorium Mayotte im Indischen Ozean und wurde dessen Generalsekretär. 
Bei der Parlamentswahl 1981 wurde Hory mit Unterstützung des Mouvement populaire mahorais (MPM; „Volksbewegung der Mahoren“) als Vertreter Mayottes in die Nationalversammlung gewählt. Das MPM gehörte eigentlich zum Bündnis des ehemaligen Präsidenten Valéry Giscard d’Estaing, Hory schloss sich aber der neuen Regierungsmehrheit von François Mitterrand an. Da ihn dessen Parti socialiste (PS) nicht aufnehmen wollte, trat er ihrem kleinen Koalitionspartner, dem linksliberalen Mouvement des radicaux de gauche (MRG) bei. Er setzte sich für einen Verbleib Mayottes bei Frankreich und für eine Umwandlung von einem Überseeterritorium zu einem vollwertigen Département ein (die jedoch erst 2011 umgesetzt wurde). Er gehörte dem Parlament bis 1986 an. 
Über die gemeinsame Liste von PS und PRG wurde Hory 1989 in das Europäische Parlament gewählt, wo er zunächst der Fraktion der Sozialdemokratischen Partei Europas (SPE) nahestand. Als Nachfolger Émile Zuccarellis wurde er 1992 bis 1995 Parteivorsitzender des linksliberalen Mouvement des radicaux de gauche (MRG). Sein Ziel war es, die kleine Partei unabhängiger vom großen Bündnispartner PS zu machen und zu eigenständiger Bedeutung zu bringen. Unter seiner Führung trat der populäre Unternehmer Bernard Tapie, der zugleich Präsident von Olympique Marseille und Minister für Stadtentwicklung war, der Partei bei. In der Öffentlichkeit war umstritten, ob Tapie das MRG und Hory zum eigenen Vorteil nutzen wollte oder umgekehrt Hory sich Tapies bediente, um seiner Partei größere Wirkung zu verleihen. Mit Tapie nahm das zuvor eher bürgerliche MRG eine linkspopulistische Ausrichtung an und sprach besonders Jugendliche, Arbeitslose und Geringverdiener an.
Bei der Europawahl 1994 trat das MRG erstmals getrennt von der PS unter der Bezeichnung Energie Radicale an, geführt von Tapie und Hory. Mit 12 % der Stimmen fuhr sie das beste Ergebnis in ihrer Geschichte ein und erhielt 13 Sitze im Europäischen Parlament, einer davon für Hory. Mit Verbündeten aus anderen Mitgliedstaaten bildete sie eine eigene Fraktion im EU-Parlament, die Radikale Europäische Allianz (ARE). In der Legislaturperiode bis 1999 gehörte Hory dem Ausschuss für Entwicklung und Zusammenarbeit und der Delegation für die Beziehungen zu Südosteuropa an. Als verschiedene Betrugs- und Korruptionsvorwürfe gegen Tapie publik wurden, stürzte die Partei jedoch schnell wieder ab. 1995 war Hory kurzzeitig Kandidat für die Präsidentschaft Frankreichs, verzichtete jedoch aufgrund schlechter Umfragewerte und mangelnder Unterstützung aus der eigenen Partei. Anschließend trat er auch als Parteivorsitzender des MRG zurück, das sich anschließend unter Jean-Michel Baylet in Parti radical-socialiste (PRS) und schließlich Parti radical de gauche (PRG) umbenannte.
Nach dem Ende seines Mandats im Europäischen Parlament 1999 hatte er keine politische Funktion mehr inne. Im Präsidentschaftswahlkampf 2002 unterstützte er jedoch die PRG-Kandidatin Christiane Taubira. 2008 wurde er in den Conseil d’État berufen, schied aber zwei Jahre später aus, um als Rechtsanwalt in Mayotte zu arbeiten.